# Annals of the New York Academy of Sciences
Annals of the New York Academy of Sciences  is een internationaal, aan collegiale toetsing onderworpen wetenschappelijk tijdschrift op het gebied van de multidisciplinaire wetenschap.
De naam wordt in literatuurverwijzingen meestal afgekort tot Ann. N. Y. Acad. Sci.
Het wordt uitgegeven door John Wiley and Sons en verschijnt 32 keer per jaar.
Het eerste nummer verscheen in 1823.